# Horná Seč
Horná Seč é um município da Eslováquia, situado no distrito de Levice, na região de Nitra. Tem 8,3 km² de área e sua população em 2018 foi estimada em 566 habitantes.

## Demografia
| Ano:        | 1994 | 2004   | 2014   | 2024   |
| ----------- | ---- | ------ | ------ | ------ |
| Broj ljudi: | 477  | 494    | 537    | 585    |
| Razlika:    |      | +3,56% | +8,70% | +8,93% |

| Ano:               | 2023 | 2024   |
| ------------------ | ---- | ------ |
| Número de pessoas: | 583  | 585    |
| Diferença:         |      | +0,34% |